# Abisara satellitica
Abisara satellitica är en fjärilsart som beskrevs av Engbert Jan Nieuwenhuis 1946. Abisara satellitica ingår i släktet Abisara och familjen Riodinidae. Inga underarter finns listade i Catalogue of Life.